# Kléber Argouarc'h
Le lieutenant-colonel Kléber Argouarc'h, né le 14 janvier 1896 à Plouzané et mort le 5 juillet 1946 aux Sables-d'Olonne, est un athlète français spécialiste du 800 mètres.

## Biographie
Kléber Marie Argouarc'h est le fils d'Auguste Jean René Argouac'h, chevalier de la Légion d'honneur et de Marie Jeanne Mézou.
Il atteint les demi-finales du 800 mètres aux Jeux olympiques d'Anvers en 1920.
Il épouse le 15 juin 1922, Germaine Le Guen, fille d'un officier des équipages de la flotte.
Lieutenant au 8e régiment de tirailleurs marocains, il est décoré de la Légion d'honneur en 1931. En 1940, il est nommé chef de bataillon au 19e régiment d'infanterie, unité dans laquelle il avait participé à la Première Guerre mondiale. Il prend part à la bataille de Givet.
Il est mort à l'âge de 50 ans, à son domicile des Sables-d'Olonne.

## Décorations militaires
- Chevalier de la Légion d'honneur par décret du 10 juillet 1931
- Croix de guerre 1914–1918, étoile de vermeil
- Croix de guerre 1939–1945